# Bassillac et Auberoche
Bassillac et Auberoche est une commune française située dans le département de la Dordogne, en région Nouvelle-Aquitaine. Elle a été créée le 1er janvier 2017 sous le statut de commune nouvelle et regroupe les anciennes communes de Bassillac, Blis-et-Born, Eyliac, Milhac-d'Auberoche, Saint-Antoine-d'Auberoche et du Change.
C'est l'une des communes les plus étendues du département.

## Géographie

### Généralités
La commune nouvelle regroupe les communes de Bassillac, Blis-et-Born, Eyliac, Milhac-d'Auberoche, Saint-Antoine-d'Auberoche et du Change. qui deviennent des communes déléguées, le 1er janvier 2017. Elle est incluse dans l'aire d'attraction de Périgueux et son chef-lieu se situe à Bassillac.
Avec plus de 103 km2 à sa création en 2017, c'est la deuxième commune la plus étendue du département, après Mareuil en Périgord. Elle passe en troisième position en 2019 derrière Brantôme en Périgord.
La commune est bordée au nord par l'Isle et arrosée par ses affluents l'Auvézère et le Manoire.
| Carte de Bassillac et Auberoche et de ses communes constitutives. |

### Communes limitrophes
Bassillac et Auberoche est limitrophe de quatorze autres communes.
| Antonne-et-Trigonant, Trélissac | Escoire — Sarliac-sur-l'Isle           | Saint-Vincent-sur-l'Isle, Cubjac-Auvézère-Val d'Ans |
| Boulazac Isle Manoire           | Bassillac et Auberoche                 | Montagnac-d'Auberoche, Limeyrat                     |
| Saint-Pierre-de-Chignac         | Saint-Crépin-d'Auberoche, Saint-Geyrac | Fossemagne, Rouffignac-Saint-Cernin-de-Reilhac      |

### Géologie et relief

#### Géologie
Situé sur la plaque nord du Bassin aquitain et bordé à son extrémité nord-est par une frange du Massif central, le département de la Dordogne présente une grande diversité géologique. Les terrains sont disposés en profondeur en strates régulières, témoins d'une sédimentation sur cette ancienne plate-forme marine. Le département peut ainsi être découpé sur le plan géologique en quatre gradins différenciés selon leur âge géologique. Bassillac et Auberoche est située dans le deuxième gradin à partir du nord-est, un plateau formé de roches calcaires très dures du Jurassique que la mer a déposées par sédimentation chimique carbonatée, en bancs épais et massifs.
Elle est à la fois dans le causse de Cubjac et le causse de Savignac, qui, avec le causse de Thenon, forment un ensemble de collines karstifiées dans les calcaires liasiques et jurassiques à l'est de Périgueux jusqu'à Excideuil et Thenon, d'environ 30 km N-S et 15 km O-E, coupé par les vallées de l'Isle, de l'Auvézère et de la Loue.
Les couches affleurantes sur le territoire communal sont constituées de formations superficielles du Quaternaire et de roches sédimentaires datant pour certaines du Cénozoïque, et pour d'autres du Mésozoïque. La formation la plus ancienne, notée j3a-b, date du Bathonien inférieur à moyen, une alternance de calcaires micritiques gris cryptocristallins avec des argiles parfois ligniteuses ou des marnes noires (formation d'Ajat). La formation la plus récente, notée CFp, fait partie des formations superficielles de type colluvions indifférenciées de versant, de vallon et plateaux issues d'alluvions, molasses, altérites. Le descriptif de ces couches est détaillé dans  les feuilles « no 759 - Périgueux (est) » et « no 783 - Thenon » de la carte géologique au 1/50 000 de la France métropolitaine, et leurs notices associées,.

Carte géologique de Bassillac et Auberoche.

#### Relief et paysages
Le département de la Dordogne se présente comme un vaste plateau incliné du nord-est (491 m, à la forêt de Vieillecour dans le Nontronnais, à Saint-Pierre-de-Frugie) au sud-ouest (2 m à Lamothe-Montravel). L'altitude du territoire communal varie quant à elle entre 87 m et 257 m.
Dans le cadre de la Convention européenne du paysage entrée en vigueur en France le 1er juillet 2006, renforcée par la loi du 8 août 2016 pour la reconquête de la biodiversité, de la nature et des paysages, un atlas des paysages de la Dordogne a été élaboré sous maîtrise d’ouvrage de l’État et publié en octobre 2020. Les paysages du département s'organisent en huit unités paysagères et 14 sous-unités. La commune fait partie du Périgord central, un paysage vallonné, aux horizons limités par de nombreux bois, plus ou moins denses, parsemés de prairies et de petits champs.
La superficie cadastrale de la commune publiée par l'Insee, qui sert de référence dans toutes les statistiques, est de 103,26 km2,.

### Hydrographie

#### Réseau hydrographique
La commune est située dans le bassin de la Dordogne au sein du Bassin Adour-Garonne. Elle est drainée par l'Isle, l'Auvézère, le Manoire, le ruisseau de Saint-Geyrac, le Goutteblave, et divers petits cours d'eau, qui constituent un réseau hydrographique de 40 km de longueur totale,.
L'Isle, d'une longueur totale de 255,29 km, prend sa source dans la Haute-Vienne dans la commune de Janailhac et se jette dans la Dordogne — dont elle est le principal affluent — en rive droite face à Arveyres, en limite de Fronsac et de Libourne,. Elle sert de limite territoriale au nord-ouest sur plus de cinq kilomètres, face à Antonne-et-Trigonant.
L'Auvézère, d'une longueur totale de 112,19 km, prend sa source en Corrèze dans la commune de Benayes et se jette dans l'Isle en rive droite, en limite de Bassillac et Auberoche et Escoire, face à Antonne-et-Trigonant,. Formant de larges méandres, elle arrose le nord-est et le nord de la commune sur seize kilomètres dont plus d’un kilomètre en limite de Cubjac-Auvézère-Val d'Ans et d'Escoire, en deux tronçons.
Le Manoire, d'une longueur totale de 27,07 km, prend sa source dans la commune de Thenon et se jette dans l'Isle en rive gauche à Lesparat, à Boulazac Isle Manoire, face à Trélissac,. Il traverse le sud-est de la commune d'est en ouest sur trois kilomètres.
Le ruisseau de Saint-Geyrac, d'une longueur totale de 20,36 km, prend sa source à Fossemagne et se jette dans le Manoire en rive gauche à Boulazac Isle Manoire (territoire de l'ancienne commune de Saint-Laurent-sur-Manoire),. Il borde l'extrême sud-est de la commune sur deux kilomètres et demi, en limite de Rouffignac-Saint-Cernin-de-Reilhac.
Affluent de rive gauche de l'Auvézère, le Goutteblave prend sa source près du lieu-dit Fontbrejade, dans le nord-est du territoire communal qu'il baigne sur deux kilomètres et demi.

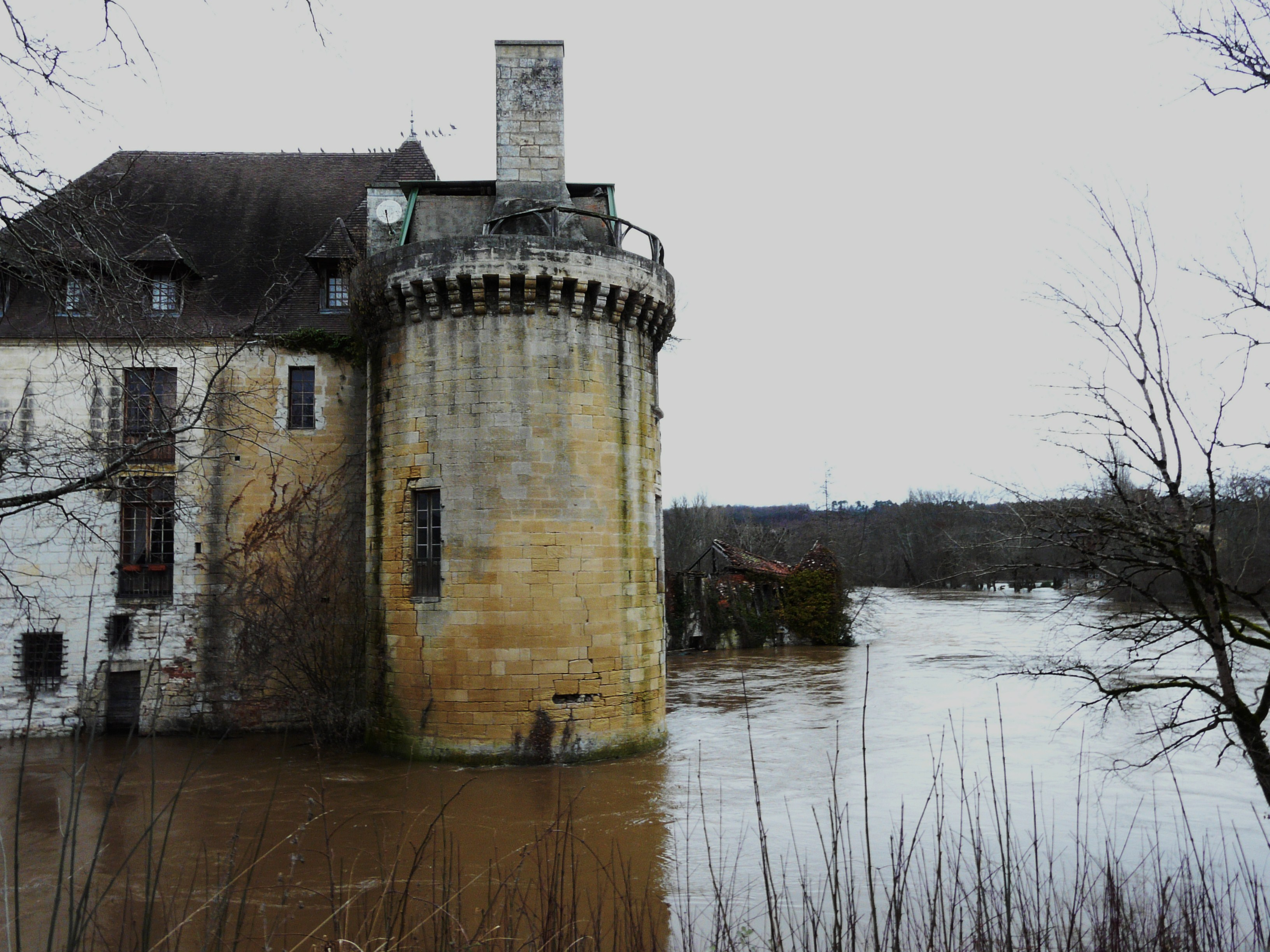
Le château de Rognac à Bassillac au bord de l'Isle.
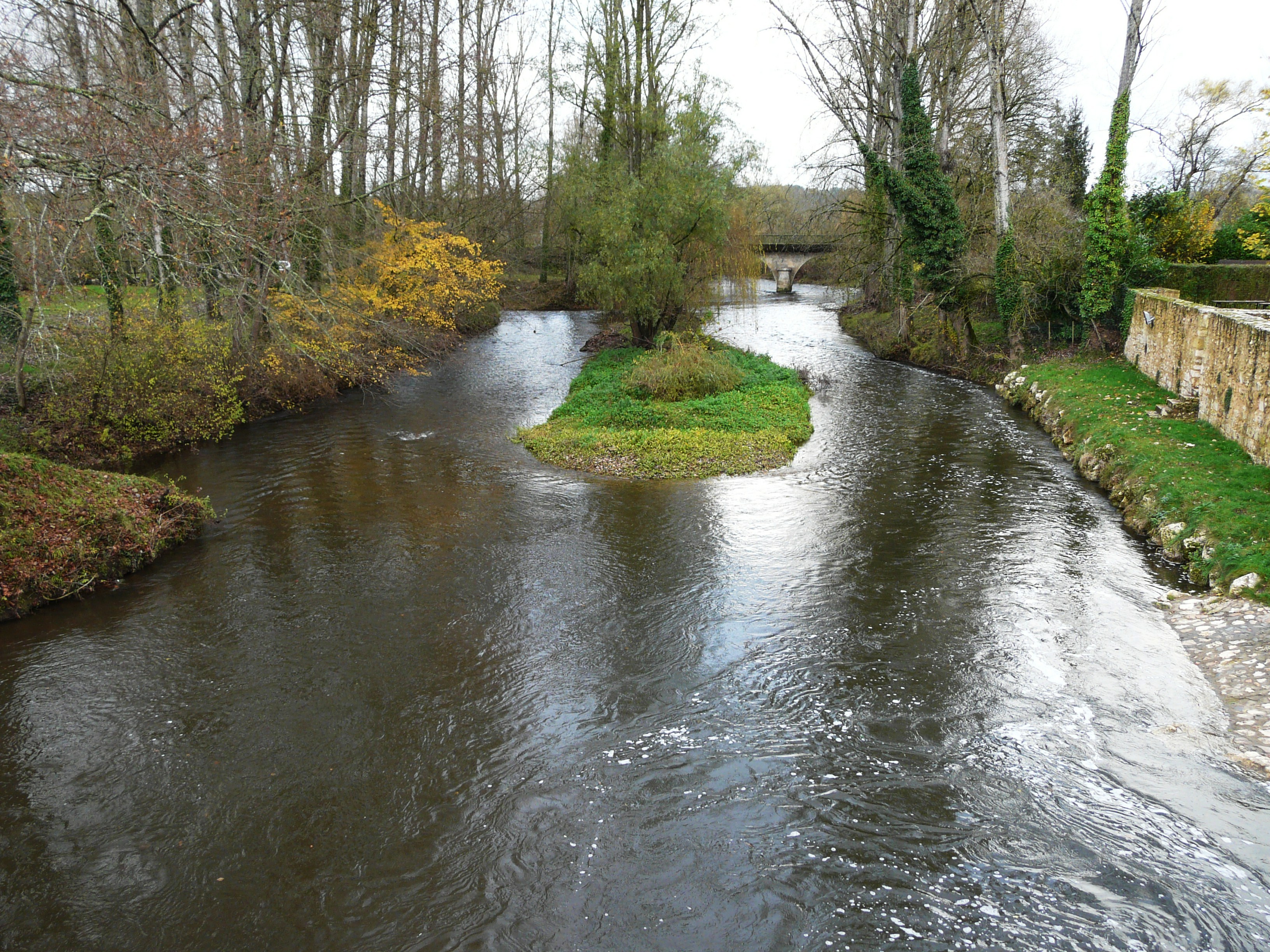
L'Auvézère à la passerelle du Change.
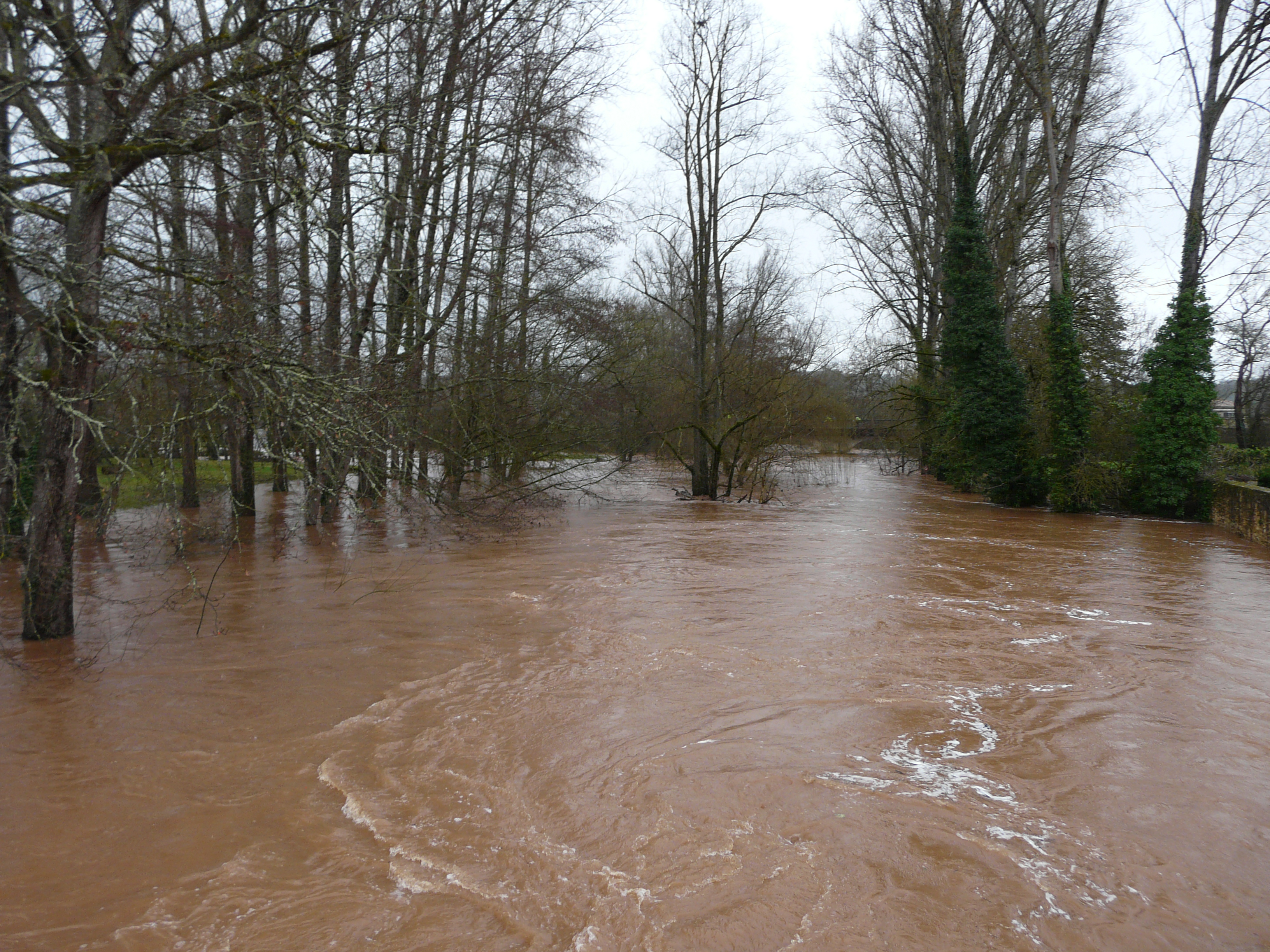
IdemLe même lieu lors des crues de février 2016.
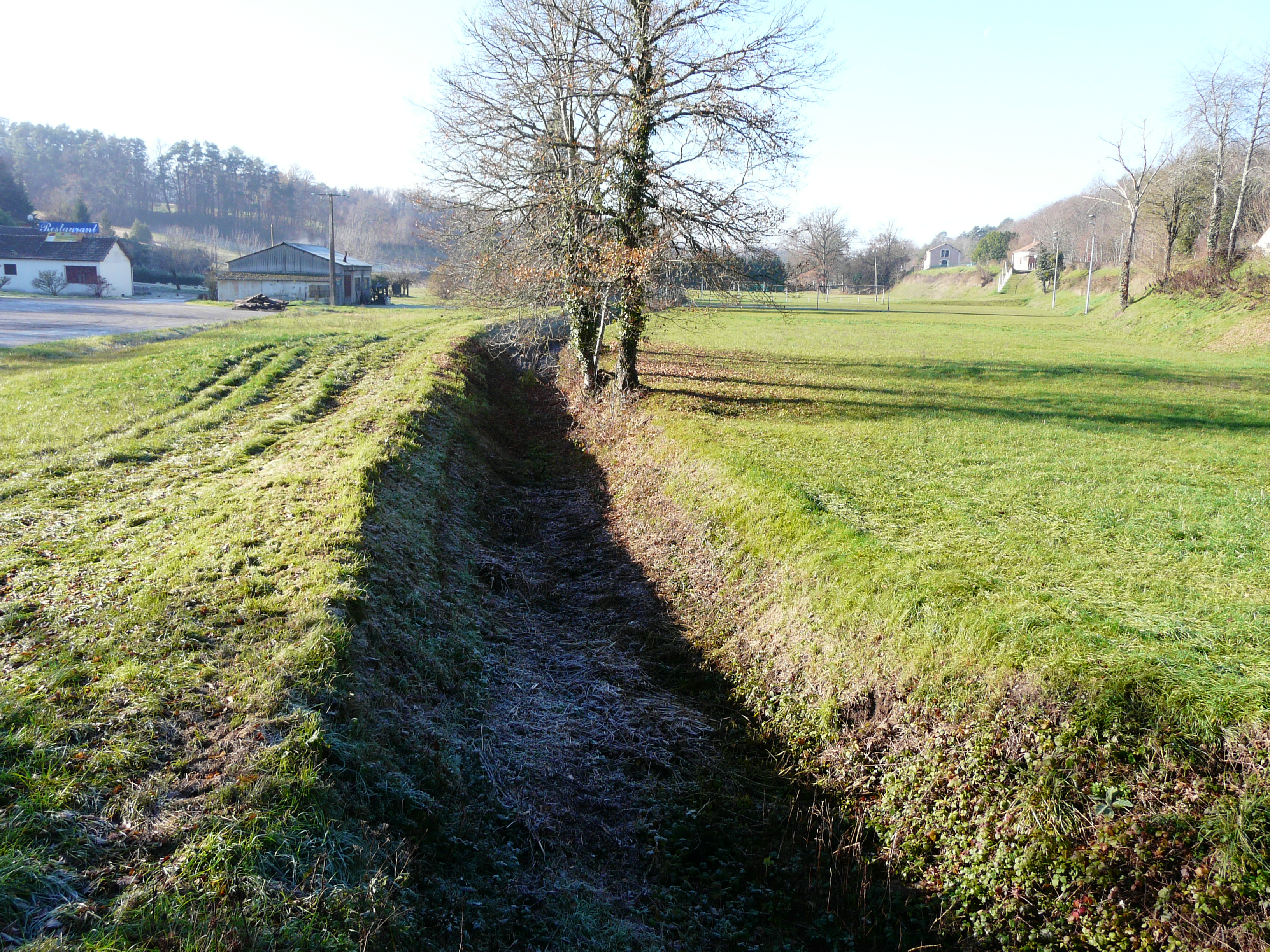
Le Manoire à sec à la gare de Milhac-d'Auberoche.
Réseaux hydrographique et routier de Bassillac et Auberoche.

#### Gestion et qualité des eaux
Le territoire communal est couvert par le schéma d'aménagement et de gestion des eaux (SAGE) « Isle - Dronne ». Ce document de planification, dont le territoire regroupe les bassins versants de l'Isle et de la Dronne, d'une superficie de 7 500 km2, a été approuvé le 2 août 2021. La structure porteuse de l'élaboration et de la mise en œuvre est l'établissement public territorial de bassin de la Dordogne (EPIDOR). Il définit sur son territoire les objectifs généraux d’utilisation, de mise en valeur et de protection quantitative et qualitative des ressources en eau superficielle et souterraine, en respect des objectifs de qualité définis dans le troisième SDAGE  du Bassin Adour-Garonne qui couvre la période 2022-2027, approuvé le 10 mars 2022.
La qualité des eaux de baignade et des cours d’eau peut être consultée sur un site dédié géré par les agences de l’eau et l’Agence française pour la biodiversité.

### Climat
Pour des articles plus généraux, voir Climat de la Nouvelle-Aquitaine et Climat de la Dordogne.
En 2010, le climat de la commune est de type climat océanique altéré, selon une étude s'appuyant sur une série de données couvrant la période 1971-2000. En 2020, Météo-France publie une typologie des climats de la France métropolitaine dans laquelle la commune est toujours exposée à un climat océanique altéré et est dans la région climatique  Aquitaine, Gascogne, caractérisée par une pluviométrie abondante au printemps, modérée en automne, un faible ensoleillement au printemps, un été chaud (19,5 °C), des vents faibles, des brouillards fréquents en automne et en hiver et des orages fréquents en été (15 à 20 jours).
Pour la période 1971-2000, la température annuelle moyenne est de 12,1 °C, avec  une amplitude thermique annuelle de 15 °C. Le cumul annuel moyen de précipitations est de 919 mm, avec 12,3 jours de précipitations en janvier et 6,8 jours en juillet. Pour la période 1991-2020, la température moyenne annuelle observée sur la station météorologique installée sur la commune est de 13,1 °C et le cumul annuel moyen de précipitations est de 480,0 mm,. Pour l'avenir, les paramètres climatiques de la commune estimés pour 2050 selon différents scénarios d’émission de gaz à effet de serre sont consultables sur un site dédié publié par Météo-France en novembre 2022.
| Mois                                  | jan.           | fév.           | mars          | avril       | mai           | juin          | jui.          | août          | sep.          | oct.          | nov.          | déc.          | année          |
| ------------------------------------- | -------------- | -------------- | ------------- | ----------- | ------------- | ------------- | ------------- | ------------- | ------------- | ------------- | ------------- | ------------- | -------------- |
| Température minimale moyenne (°C)     | 2,4            | 1,4            | 4             | 6           | 9,6           | 12,8          | 14,6          | 14,4          | 11            | 9,3           | 4,3           | 2,3           | 7,7            |
| Température moyenne (°C)              | 6,3            | 6,2            | 9,5           | 12          | 16            | 18,8          | 20,9          | 21,5          | 17,5          | 13,9          | 8,5           | 6,5           | 13,1           |
| Température maximale moyenne (°C)     | 9,9            | 11,2           | 15,2          | 18,1        | 22,1          | 25            | 27,4          | 28,4          | 24,1          | 18,7          | 12,9          | 10,6          | 18,6           |
| Record de froid (°C) date du record   | −21,5 17.01.87 | −12,5 10.02.86 | −12 01.03.05  | −5 04.04.73 | −2 01.05.76   | 1 02.06.75    | 5 23.07.76    | 1 11.08.74    | 0 19.09.77    | −3,2 27.10.83 | −9,1 22.11.88 | −11 31.12.85  | −21,5 17.01.87 |
| Record de chaleur (°C) date du record | 18,6 01.01.22  | 26,6 27.02.19  | 27,6 28.03.89 | 29 21.04.18 | 32,6 18.05.22 | 39,2 18.06.22 | 40,2 25.07.19 | 40,4 07.08.20 | 36,1 17.07.87 | 31,1 02.10.85 | 22,4 02.11.82 | 19,1 03.12.85 | 40,4 07.08.20  |
| Précipitations (mm)                   | 48             | 44,4           | 78            | 65,4        | 49,3          | 24,3          | 21            | 16            | 29,9          | 22,9          | 43,2          | 37,5          | 480            |

### Milieux naturels et biodiversité

#### Espaces protégés
La protection réglementaire est le mode d’intervention le plus fort pour préserver des espaces naturels remarquables et leur biodiversité associée,.
La commune fait partie du bassin de la Dordogne, un territoire d'une superficie de 24 000 km2 reconnu réserve de biosphère par l'UNESCO en juillet 2012 et se situe à la fois dans sa « zone tampon » et dans sa « zone de transition ».

#### Réseau Natura 2000
Le réseau Natura 2000 est un réseau écologique européen de sites naturels d'intérêt écologique élaboré à partir des directives habitats et oiseaux, constitué de zones spéciales de conservation (ZSC) et de zones de protection spéciale (ZPS).
Aucun site Natura 2000 n'a été défini sur la commune.

#### Zones naturelles d'intérêt écologique, faunistique et floristique

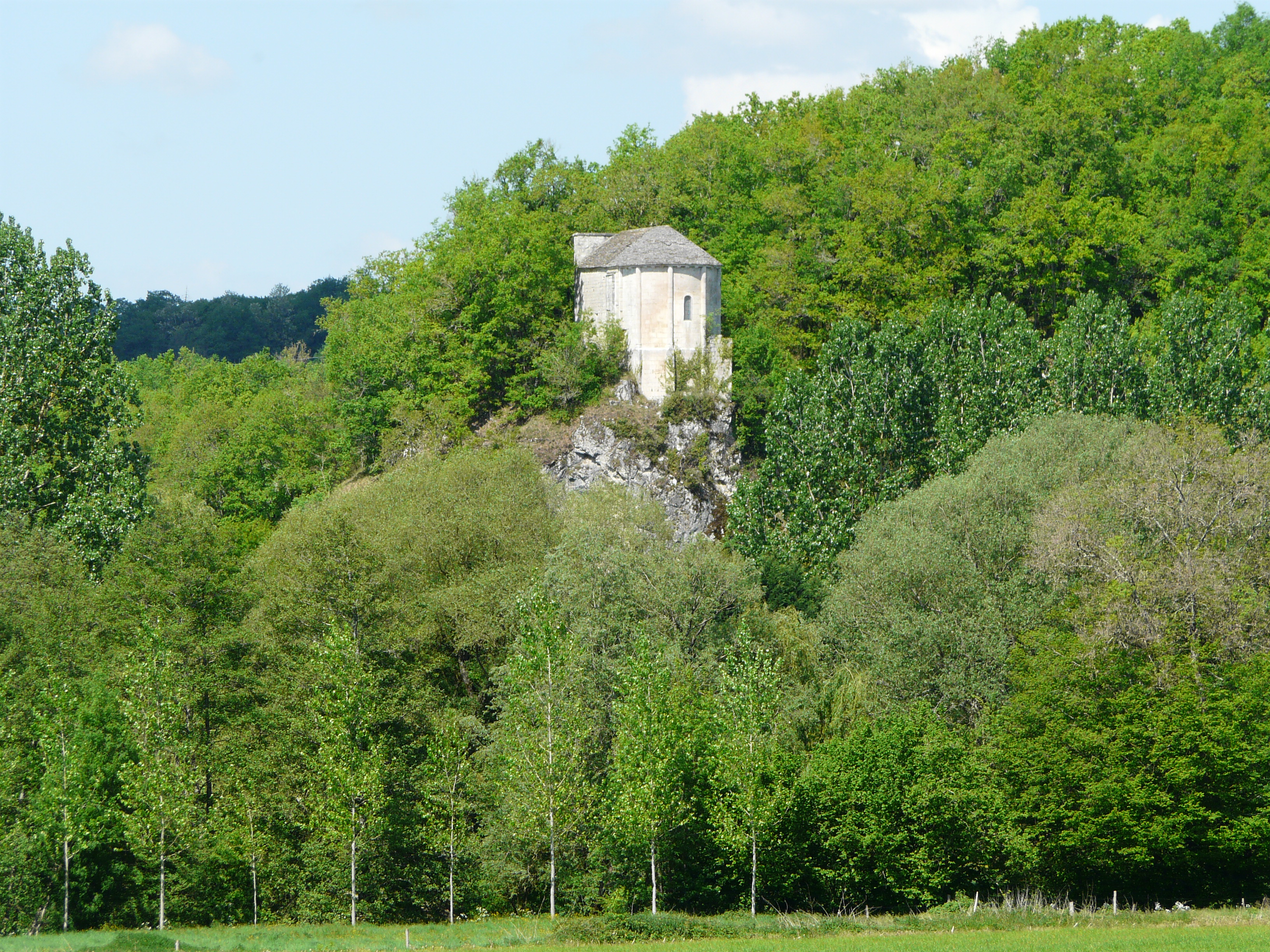
La chapelle d'Auberoche en bordure sud du causse de Cubjac.

L'inventaire des zones naturelles d'intérêt écologique, faunistique et floristique (ZNIEFF) a pour objectif de réaliser une couverture des zones les plus intéressantes sur le plan écologique, essentiellement dans la perspective d’améliorer la connaissance du patrimoine naturel national et de fournir aux différents décideurs un outil d’aide à la prise en compte de l’environnement dans l’aménagement du territoire.
En 2022, deux ZNIEFF sont recensées sur la commune d’après l'INPN.
Ces ZNIEFF de type 2 sont :
- une zone calcaire boisée, le « causse de Cubjac », qui concerne les coteaux en rive droite de l'Auvézère et ceux en rive gauche de l'Isle et de son affluent, la Loue, sur treize communes, depuis Escoire au sud-ouest jusqu'à Saint-Raphaël au nord-est, et notamment tous les coteaux de la commune en rive droite de l'Auvézère (territoire de l'ancienne commune du Change), s'étendant sur plus de 6 km2[Carte 7]. L'intérêt majeur de cette ZNIEFF réside dans la présence d'une espèce déterminante de plantes, la Spirée à feuilles de millepertuis (Spiraea hypericifolia subsp. obovata), et une autre espèce de plantes protégée au titre de la Directive habitats de l'Union européenne, le Poirier à feuilles en cœur (Pyrus cordata)[33] ;
- une zone de bocage et de prairies humides, la « vallée de l'Isle en amont de Périgueux », depuis son confluent avec l'Auvézère, au niveau du Gué Rède, jusqu'à la Clavelie (territoire de l'ancienne commune de Bassillac).

## Urbanisme

### Typologie
Au 1er janvier 2024, Bassillac et Auberoche est catégorisée commune rurale à habitat dispersé, selon la nouvelle grille communale de densité à 7 niveaux définie par l'Insee en 2022.
Elle est située hors unité urbaine. Par ailleurs la commune fait partie de l'aire d'attraction de Périgueux, dont elle est une commune de la couronne,. Cette aire, qui regroupe 49 communes, est catégorisée dans les aires de 50 000 à moins de 200 000 habitants,.

### Villages, hameaux et lieux-dits
Outre les bourgs proprement dits des six communes fondatrices, le territoire se compose d'autres villages ou hameaux, ainsi que de lieux-dits détaillés sur les pages suivantes : Bassillac, Blis-et-Born, Le Change, Eyliac, Milhac-d'Auberoche et Saint-Antoine-d'Auberoche.

### Prévention des risques
Le territoire de la commune de Bassillac et Auberoche est vulnérable à différents aléas naturels : météorologiques (tempête, orage, neige, grand froid, canicule ou sécheresse), inondations, feux de forêts, mouvements de terrains et séisme (sismicité très faible). Il est également exposé à un risque technologique, le transport de matières dangereuses. Un site publié par le BRGM permet d'évaluer simplement et rapidement les risques d'un bien localisé soit par son adresse soit par le numéro de sa parcelle.

#### Risques naturels
La commune fait partie du territoire à risques importants d'inondation (TRI) de Périgueux, regroupant 12 communes concernées par un risque de débordement de l'Isle, un des 18 TRI qui ont été arrêtés fin 2012 sur le bassin Adour-Garonne. Les événements antérieurs à 2014 les plus significatifs sont les crues de 1783 (5,21 m à l'échelle de crue, la crue la plus importante connue), de 1843 (4,83 m) et de 1944 (4,5 m, 630 m3/s, la crue centennale de référence). Des cartes des surfaces inondables ont été établies pour trois scénarios : fréquent (crue de temps de retour de 10 ans à 30 ans), moyen (temps de retour de 100 ans à 300 ans) et extrême (temps de retour de l'ordre de 1 000 ans, qui met en défaut tout système de protection). La commune a été reconnue en état de catastrophe naturelle au titre des dommages causés par les inondations et coulées de boue survenues en 1982, 1983, 1986, 1993, 2003 et 2009,. Le risque inondation est pris en compte dans l'aménagement du territoire de la commune par le biais du plan de prévention des risques inondation (PPRI) de l'« agglomération de Périgueux »  prescrit le 11 mars 2015 et approuvé le 6 février 2018, pour les crues de l'Isle. La crue de 1944, plus haute crue historique bien connue sur l’Isle, avec un débit estimé de 630 m3/s à Périgueux, présente une période de retour centennale et sert de crue de référence au PPRI. Il en est de même pour le plan de prévention des risques inondation (PPRI) de la « vallée du Manoire »  prescrit le 11 mai 2010 et approuvé le 6 avril 2012, pour les crues du Manoire concernant les anciennes communes de Milhac-d'Auberoche et Saint-Antoine-d'Auberoche,.
Bassillac et Auberoche est exposée au risque de feu de forêt. L’arrêté préfectoral du 14 mars 2013 fixe les conditions de pratique des incinérations et de brûlage dans un objectif de réduire le risque de départs d’incendie. À ce titre, des périodes sont déterminées : interdiction totale du 15 février au 15 mai et du 15 juin au 15 octobre, utilisation réglementée du 16 mai au 14 juin et du 16 octobre au 14 février. En septembre 2020, un plan inter-départemental de protection des forêts contre les incendies (PidPFCI) a été adopté pour la période 2019-2029,.

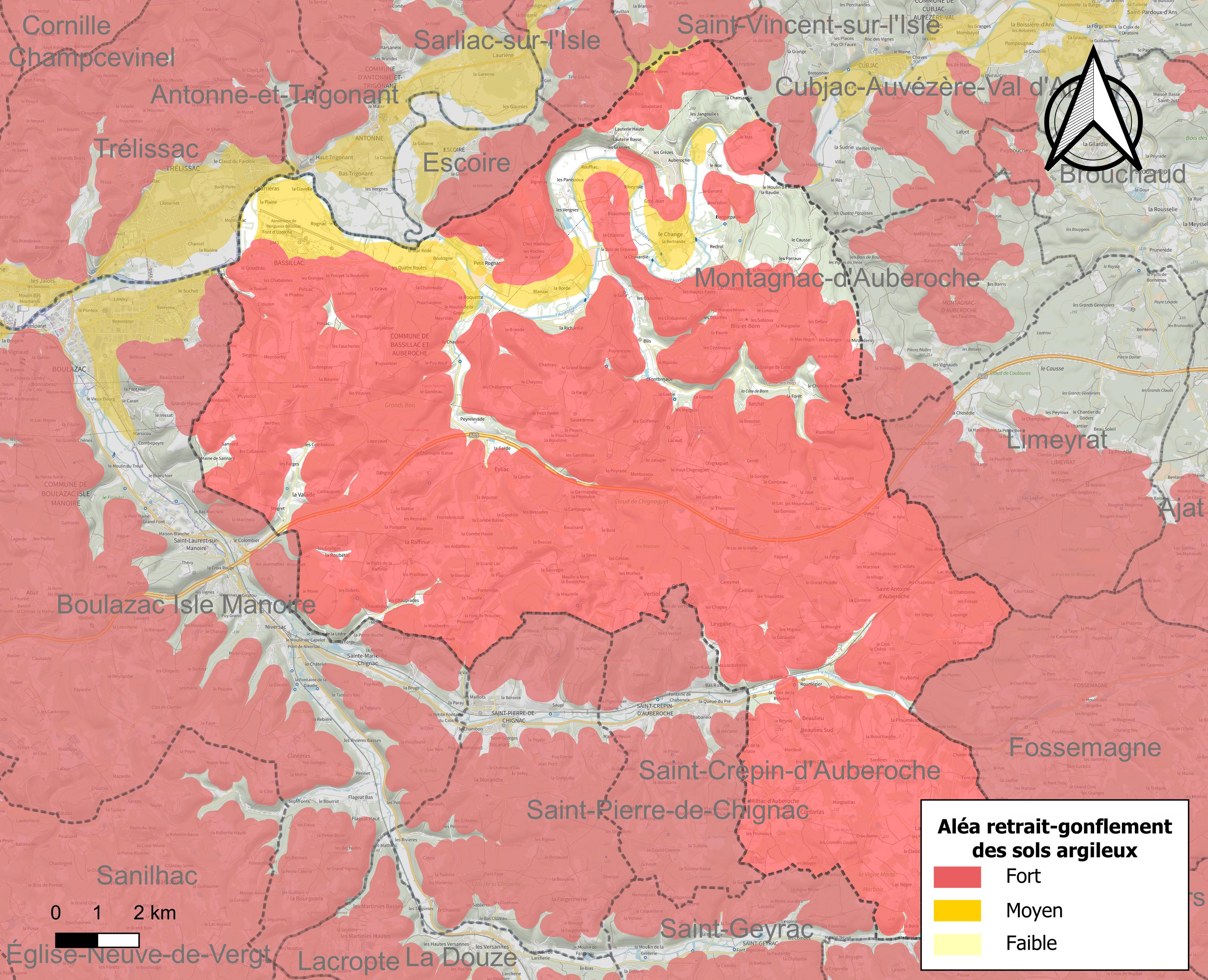
Carte des zones d'aléa retrait-gonflement des sols argileux de Bassillac et Auberoche.

Les mouvements de terrains susceptibles de se produire sur la commune sont des tassements différentiels. Le retrait-gonflement des sols argileux est susceptible d'engendrer des dommages importants aux bâtiments en cas d’alternance de périodes de sécheresse et de pluie. 87,1 % de la superficie communale est en aléa moyen ou fort (58,6 % au niveau départemental et 48,5 % au niveau national métropolitain). Depuis le 1er octobre 2020, en application de la loi ÉLAN, différentes contraintes s'imposent aux vendeurs, maîtres d'ouvrages ou constructeurs de biens situés dans une zone classée en aléa moyen ou fort,.
La commune a été reconnue en état de catastrophe naturelle au titre des dommages causés par la sécheresse en 1989, 1992, 1995, 1997, 2005, 2011 et 2017 et par des mouvements de terrain en 1999.

## Toponymie
Le nom de la commune associe son principal centre urbain (Bassillac) et le nom d'une ancienne châtellenie (Auberoche), dont dépendaient quatorze paroisses.

## Histoire
Bassillac et Auberoche est une commune nouvelle créée le 29 juin 2016 pour une prise d'effet au 1er janvier 2017,.
Envisagée en 2018, la fusion avec la commune de Montagnac-d'Auberoche ne se fait pas.

## Politique et administration

### Rattachements administratifs et électoraux
La commune de Bassillac et Auberoche dépend administrativement de l'arrondissement de Périgueux.
Sur le plan électoral, elle est partagée entre deux cantons : Haut-Périgord Noir (communes déléguées de Blis-et-Born, Le Change, Milhac-d'Auberoche et Saint-Antoine-d'Auberoche) et Isle-Manoire (communes déléguées de Bassillac et Eyliac), et deux circonscriptions législatives : Le Change sur la 3e circonscription et les cinq autres communes déléguées sur la quatrième.

### Intercommunalité
À sa création en 2017, elle est intégrée à la communauté d'agglomération Le Grand Périgueux.

### Communes déléguées
| Nom                       | Code Insee | Intercommunalité   | Superficie (km2) | Population (dernière pop. légale) | Densité (hab./km2) |
| ------------------------- | ---------- | ------------------ | ---------------- | --------------------------------- | ------------------ |
| Bassillac (siège)         | 24026      | Le Grand Périgueux | 18,73            | 1 921 (2016)                      | 103                |
| Blis-et-Born              | 24044      | Le Grand Périgueux | 20,20            | 464 (2016)                        | 23                 |
| Le Change                 | 24103      | Le Grand Périgueux | 16,22            | 615 (2016)                        | 38                 |
| Eyliac                    | 24166      | Le Grand Périgueux | 22,74            | 717 (2016)                        | 32                 |
| Milhac-d'Auberoche        | 24270      | Le Grand Périgueux | 17,50            | 593 (2016)                        | 34                 |
| Saint-Antoine-d'Auberoche | 24369      | Le Grand Périgueux | 7,87             | 163 (2016)                        | 21                 |

### Administration municipale
Pendant une période courant jusqu'au prochain renouvellement des conseils municipaux (prévu en 2020), le conseil municipal de la nouvelle commune est constitué de l'ensemble des conseillers municipaux des anciennes communes (19 pour Bassillac, quinze pour Le Change, Eyliac et Milhac-d'Auberoche, et onze pour Blis-et-Born et Saint-Antoine-d'Auberoche, soit un total de 86). Le maire de la nouvelle commune est élu début 2017. Les maires des anciennes communes deviennent maires délégués de celles-ci.
La population de la commune étant comprise entre 3 500 et 4 999 habitants au recensement de 2017, vingt-sept conseillers municipaux auraient dû être élus en 2020. Cependant, s'agissant du premier renouvellement du conseil municipal d'une commune nouvelle, le nombre de conseillers élus est celui de la strate supérieure, soit 29.

### Liste des maires
L'élection du maire et des neuf adjoints s'est effectuée le 7 janvier 2017 par les conseillers municipaux issus des six communes déléguées.
| Période                          | Période  | Identité      | Étiquette | Qualité |
| -------------------------------- | -------- | ------------- | --------- | ------- |
| janvier 2017 (réélu en mai 2020) | En cours | Michel Beylot | DVG       |         |

### Politique environnementale
Dans son palmarès 2024, le Conseil national de villes et villages fleuris de France a attribué deux fleurs à la commune.

## Équipements et services publics

### Justice
Dans le domaine judiciaire, Bassillac et Auberoche relève : 
- du tribunal judiciaire, du tribunal pour enfants, du conseil de prud'hommes et du tribunal de commerce de Périgueux ;
- du pôle Nationalité du tribunal judiciaire de Périgueux (compétent uniquement dans le domaine de la nationalité) ;
- de la cour d'appel, du tribunal administratif et de la  cour administrative d'appel de Bordeaux.

## Population et société

### Démographie
L'évolution du nombre d'habitants est connue à travers les recensements de la population effectués dans la commune depuis sa création.

En 2022, la commune comptait 4 365 habitants.
| 2017  | 2018  | 2019  | 2020  | 2021  | 2022  |
| ----- | ----- | ----- | ----- | ----- | ----- |
| 4 498 | 4 456 | 4 410 | 4 364 | 4 363 | 4 365 |

### Sports
- Depuis 2004, moto-cross nocturne à Milhac-d'Auberoche en juillet[67].

### Manifestations culturelles et festivités
L'Amicale laïque de Bassillac qui encourageait le livre et la lecture auprès des écoles avait organisé une rencontre en 1989 avec le romancier Claude Michelet. Souhaitant renouveler l'expérience l'année suivante mais en changeant de thème, pour ne pas souffrir de la concurrence à la même époque de la Foire du livre de Brive, la première édition des « Journées de la BD » à Bassillac se tient en 1990. Trois ans plus tard, cette manifestation devient le Salon de la bande dessinée. Pour la 27e édition en 2016, le salon devient le « Festival de la BD ». À partir de 2017, le festival concerne la commune nouvelle de Bassillac et Auberoche. Attirant plus de 4 000 visiteurs en 2018, sa 33e édition en octobre 2022 voit la participation de 48 auteurs, avec Émile Bravo en invité d'honneur. En 2023, la 34e édition a pour invité d'honneur l'Italien Lorenzo Mattotti, parmi les 45 auteurs invités dont certains venus de Belgique, d'Espagne, des Pays-Bas et de Suisse. En 2024, la 35e édition a pour invités d'honneur le français Benoît Peeters et le belge François Schuiten, parmi les 46 auteurs invités.

## Économie

### Emploi
L'emploi est analysé ci-dessous selon qu'il affecte les habitants de Bassillac et Auberoche ou qu'il est proposé sur le territoire de la commune.

#### L'emploi des habitants
En 2018, parmi la population communale comprise entre 15 et 64 ans, les actifs représentent 2 086 personnes, soit 46,8 % de la population municipale. La même année, le taux de chômage de cette population active s'établit à 7,0 % pour 146 personnes.

#### L'emploi sur la commune
En 2018, la commune offre 580 emplois pour une population de 4 456 habitants. Le secteur regroupant l'administration publique, l'enseignement, la santé et l'action sociale prédomine avec 51,5 % des emplois mais le secteur tertiaire est également très présent avec 25,1 %.
Répartition des emplois par domaines d'activité
|                     | Agriculture | Industrie | Construction | Commerce, transports et services | Administration publique, enseignement, santé, action sociale |
| ------------------- | ----------- | --------- | ------------ | -------------------------------- | ------------------------------------------------------------ |
| Nombre d'emplois    | 60          | 33        | 43           | 146                              | 299                                                          |
| Pourcentage         | 10,3 %      | 5,7 %     | 7,4          | 25,1 %                           | 51,5 %                                                       |
| Source des données. |             |           |              |                                  |                                                              |

### Établissements
Au 31 décembre 2015, sur ce même territoire, la commune comptait 323 établissements, dont 152 au niveau des commerces, transports ou services, 59 dans l'agriculture, la sylviculture ou la pêche, 50 relatifs au secteur administratif, à l'enseignement, à la santé ou à l'action sociale, 44 dans la construction, et 18 dans l'industrie.

### Entreprises
Dans le secteur des services, parmi les entreprises dont le siège social est en Dordogne, la société « Transports Gargaud Christophe » (transports routiers de fret interurbains) située à Bassillac et Auberoche se classe en 46e position quant au chiffre d'affaires hors taxes en 2015-2016, avec 2 858 k€.
Dans le nord du territoire de la commune déléguée de Saint-Antoine-d'Auberoche, le long de l'autoroute A89, le groupe Cap Vert Énergie, producteur d'énergie renouvelable, a fait installer un parc photovoltaïque dont la mise en service est prévue en mars 2018,. D'une puissance installée totale de 10,3 mégawatts-crête, ses panneaux photovoltaïques devraient produire annuellement 13,2 GWh, soit l'équivalent de l'électricité pour une population de 11 000 habitants.

### Sylviculture
La forêt domaniale Barade est en partie située sur le territoire de la commune de Saint-Antoine-d'Auberoche.

## Culture locale et patrimoine
Il convient de se reporter aux articles consacrés aux anciennes communes fusionnées.

## Pour approfondir